# فدراسیون فوتبال گواتمالا
فدراسیون فوتبال گواتمالا (اسپانیایی: Federación Nacional de Fútbol de Guatemala‎) نهاد اداره‌کننده مسابقات فوتبال و فوتسال در کشور گواتمالا است.
این فدراسیون که در سال ۱۹۱۹ تأسیس شده عضو کونکاکاف و فیفا نیز می‌باشد و مقر آن در شهر گواتمالاسیتی است.